# Большой Каретный переулок
Большо́й Каре́тный переу́лок (ранее в XVII—XVIII веках Тележный ряд, до 1922 — Большой Спасский переулок, в 1956—1993 — улица Ермоловой) — переулок в Тверском районе Центрального административного округа города Москвы. Проходит от 2-го Колобовского переулка до Садовой-Самотёчной улицы. Нумерация домов ведётся от 2-го Колобовского переулка.

## Происхождение и история названия
Название 1922 года дано по находившемуся здесь Каретному ряду, где изготавливались и продавались кареты и экипажи.
На наиболее старых картах Москвы (1843 г., составитель П. Хавский) переулок называется 3-м Спасским (по ныне утраченной церкви Спаса Преображения на Песках в Каретном ряду). На карте, составленной А. Хотевым в 1852-1853, переулок назван Большим Спасским. На генеральном плане Москвы от 1858 г. снова назван 3-м Спасским. На карте Москвы от 1859 г. переулок назван Спасской улицей.
На более поздних дореволюционных картах называется Большим Спасским. В 1922 году переименован в Большой Каретный переулок. В 1956 переименован в улицу Ермоловой. В 1993 переулку возвратили прежнее название.

## История
Уже в XVII веке эта местность называлась Тележным рядом, так как тут жили мастера-тележники, которые изготавливали и торговали телегами и другими повозками. В XVIII веке производство усложнилось, началось изготовление карет, и Тележный ряд стал Каретным. Со временем мастерские по изготовлению карет были закрыты, но торговля экипажами велась в этом районе вплоть до начала XX века. По данным справочника «Вся Москва» (1902) здесь располагались крупные фирмы «экипажного фабриканта Ильина», «Экипажной фабрики братьев Марковых» и ряд фирм поменьше.
В дореволюционное время три переулка Каретного ряда носили название Спасских из-за находящейся в этом районе церкви Спаса Преображения XVII века (снесена).
В 1922 году Большой, Средний и Малый Спасский переулки для устранения одноимённости с другими Спасскими переулками были переименованы соответственно в Большой, Средний и Малый Каретные переулки.
В 1956 году Большой Каретный переименовали в улицу Ермоловой в честь М. Н. Ермоловой, которая в детские годы жила в домике просвирни при церкви Спаса Преображения, который тоже, как и церковь, не сохранился. В 1993 году прежнее название вернули.
В 1860-х гг. в Большом Каретном переулке в доме мещанки Ипатовой жил организатор кружка революционеров Николай Ишутин. По имени дома эта группа называлась ипатовцами.

## Примечательные здания и сооружения

### По нечётной стороне
- № 11/16  памятник архитектуры (вновь выявленный объект) — Жилой дом купца П. С. Пирогова (1789, 1805—1812, 1865). Известен как «Дом с тенями».
- № 13 — особняк А. И. Бородина, (Владелец Торгового Дома Бородина, коляски и экипажи) (1908, архитектор Сергей Родионов). Ранее Посольство Венесуэлы в России.
- № 15 — доходный дом (1900, архитектор Вильгельм-Франц Ковальский). В этом доме в детстве жил Владимир Высоцкий. Этот факт отмечен мемориальной доской и барельефом (на обратной стороне дома)[4]. Также в нём жили известный историк, изучавший средневековую Русь, А. Д. Горский[5], и друг В.С.Высоцкого режиссер Л. C. Кочарян.
- № 17, стр. 1, 2, 3 — жилые дома (1927 — начало 1930-х, архитектор Георгий Олтаржевский)[6]. В этом доме жил советский оперный певец, солист Большого театра Марк Рейзен, провёл детство музыкант Петр Мамонов, жила советская и российская актриса Елена Проклова, сценарист, актер, режиссер, художник Владимир Акимов.
- № 19 — доходный дом (1910, архитектор Пётр Виноградов).

### По чётной стороне
- № 2/9 — доходный дом А. К. Ильиной (1896, архитектор Иллиодор Михайловский). В доме жил хормейстер и дирижёр Ульрих Авранек[7].
- № 4, стр. 1 — доходный дом (1903, архитектор Владимир Властов).
- № 4, стр. 3, 4  памятник архитектуры (федеральный) — Городская усадьба шелкового фабриканта И. С. Татаринова, 1780-1828 гг. Здесь в 1920-х годах жил режиссер и актер Л. В. Баратов[8]. В феврале 2022 появилась информация о планируемой реставрации усадьбы[9].
- № 8, стр. 1 — сохранившийся дом дьякона разрушенной церкви Спаса Преображения на Песках, в котором в 1885 г. и зимой 1890/91 жил писатель Николай Златовратский[10].
- № 10а — в этом здании находилась школа №186, где учился Владимир Высоцкий, ныне это одно из зданий Российской правовой академии Министерства юстиции Российской Федерации. Построено в 1934 году на месте церкви Спаса Преображения на Песках в Каретном ряду.
- № 12 (снесен). Дом, где прошло детство великой русской актрисы М. Ермоловой.
- № 16 (снесен). Дом великого русского актера М. С. Щепкина, в котором бывали многие знаменитые современники. После Щепкина в доме жил личный врач Ленина и известный коллекционер Валериан Величко.
- № 20 — доходный дом начала XX века. Здесь жил архитектор Я. А. Корнфельд.
- № 22, стр. 1  памятник архитектуры (вновь выявленный объект) — Жилой дом XVIII в. купца Д. А. Лопатина. Здесь в 1877-1881 гг. жил писатель П. И. Мельников-Печерский.
- № 22 (внутри двора дома 24) — четырехэтажное здание, принадлежавшее семье Муравьёвых. Считается, что именно в этом доме Александра Муравьёва встречалась с А.С Пушкиным, по дороге в Сибирь вслед за сосланным мужем. Здесь Пушкин передал ей рукописи своих стихотворений, обращенных к декабристам «Во глубине сибирских руд…» и к Пущину «Мой первый друг, мой друг бесценный…». (см. статью Муравьева, Александра Григорьевна).
- № 24, стр. 2 — многофункциональный комплекс c подземной автостоянкой «Каретный плаза» (2013, архитектор А. Г. Локтев). Особенностью фасада дома является 21 панно «День и Ночь», выполненное в панелях из стеклофибробетона, имитирующее технику сграффито (авторская работа архитекторов А. Г. Локтева и А. Г. Никулина).

## Переулок в произведениях литературы и искусства
- Именно здесь Владимир Высоцкий жил вместе со своим отцом и мачехой. На этой же улице и образовалась та дружеская компания, в которой Высоцкий пел свои первые песни. Сейчас там музей-квартира поэта. У поэта есть одноимённая переулку песня («Где твои семнадцать лет? На Большом Каретном…»).